# Far from Heaven (musikalbum)
Far From Heaven det svenska power metal-bandet Axenstars andra album. Det släpptes 2003.

## Låtlista
1. "The Descending" - 1:05
2. "Infernal Angel" - 4:16
3. "Blind Leading the Blind" - 4:43
4. "Don't Hide Your Eyes" - 5:12
5. "Far From Heaven" - 6:56
6. "Abandoned" - 5:20
7. "Children Forlorn" - 4:12
8. "Death Denied" - 4:32
9. "Blackout" - 4:59
10. "Northern Sky" - 4:55